# تصميم الإضاءة المعمارية

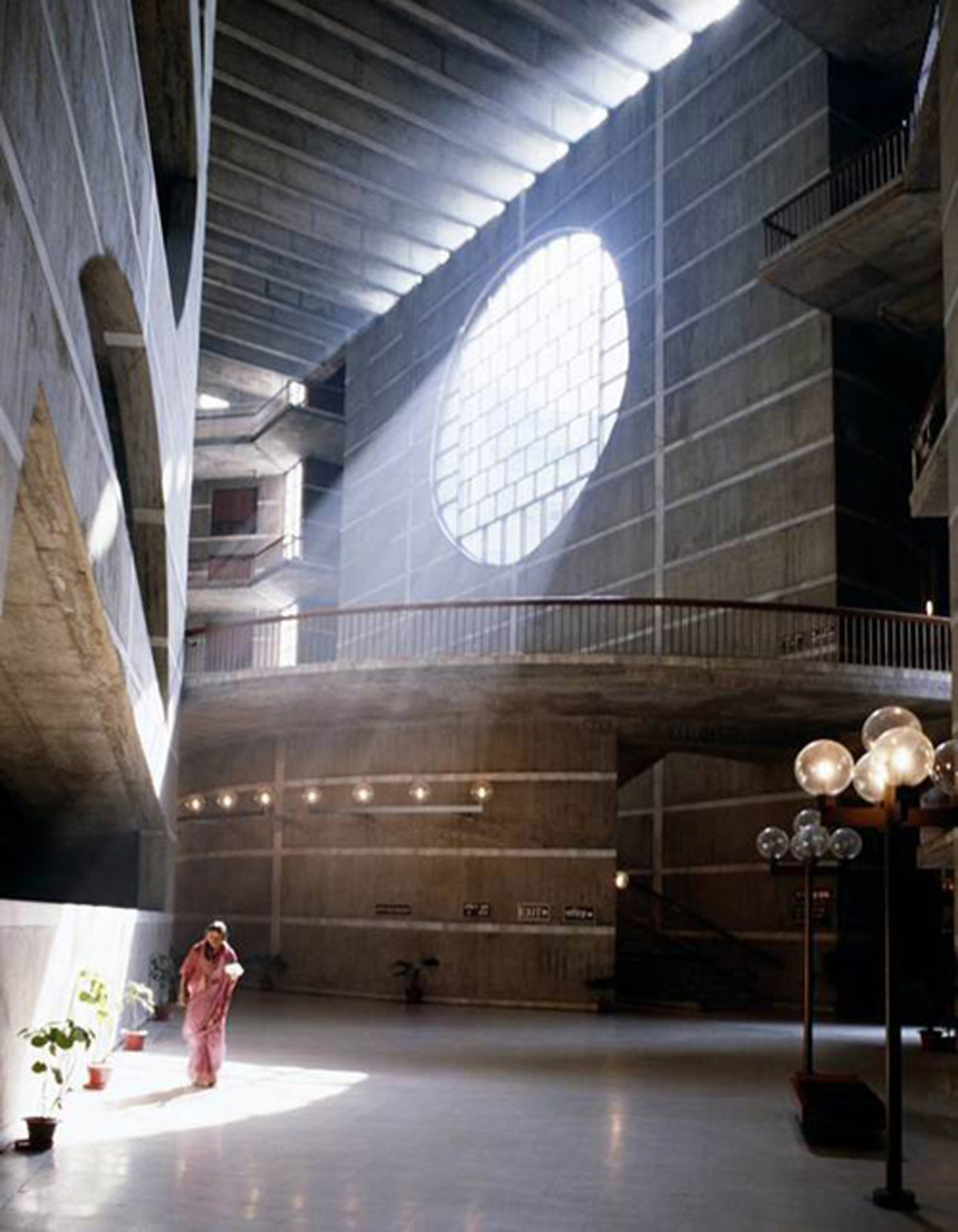

تصميم الإضاءة المعمارية هو حقل داخل العمارة والتصميم الداخلي والهندسة الكهربائية المعنية بتصميم أنظمة الإضاءة، بما في ذلك الضوء الطبيعي، ومصابيح الإضاءة، أو كلاهما لتلبية احتياجات الإنسان.
في عملية التصميم يراعى الأمور التالية:
- نوع النشاط البشري الذي يمارس بما يتلائم مع الإضاءة المطلوبة.
- كميه الإضاءة المطلوبة.
- لون الضوء الذي يؤثر على المشاهدة البيئة ككل.
- توزيع الإضاءة داخل الفراغ المراد إضاءته ، سواء في الداخل أو في الخارج.
- تاثير نظام الإضاءة نفسه على المستخدم.

الهدف من تصميم الإضاءة هو الاستجابة البشرية، لنرى بوضوح ودون إزعاج.